# Silkworm

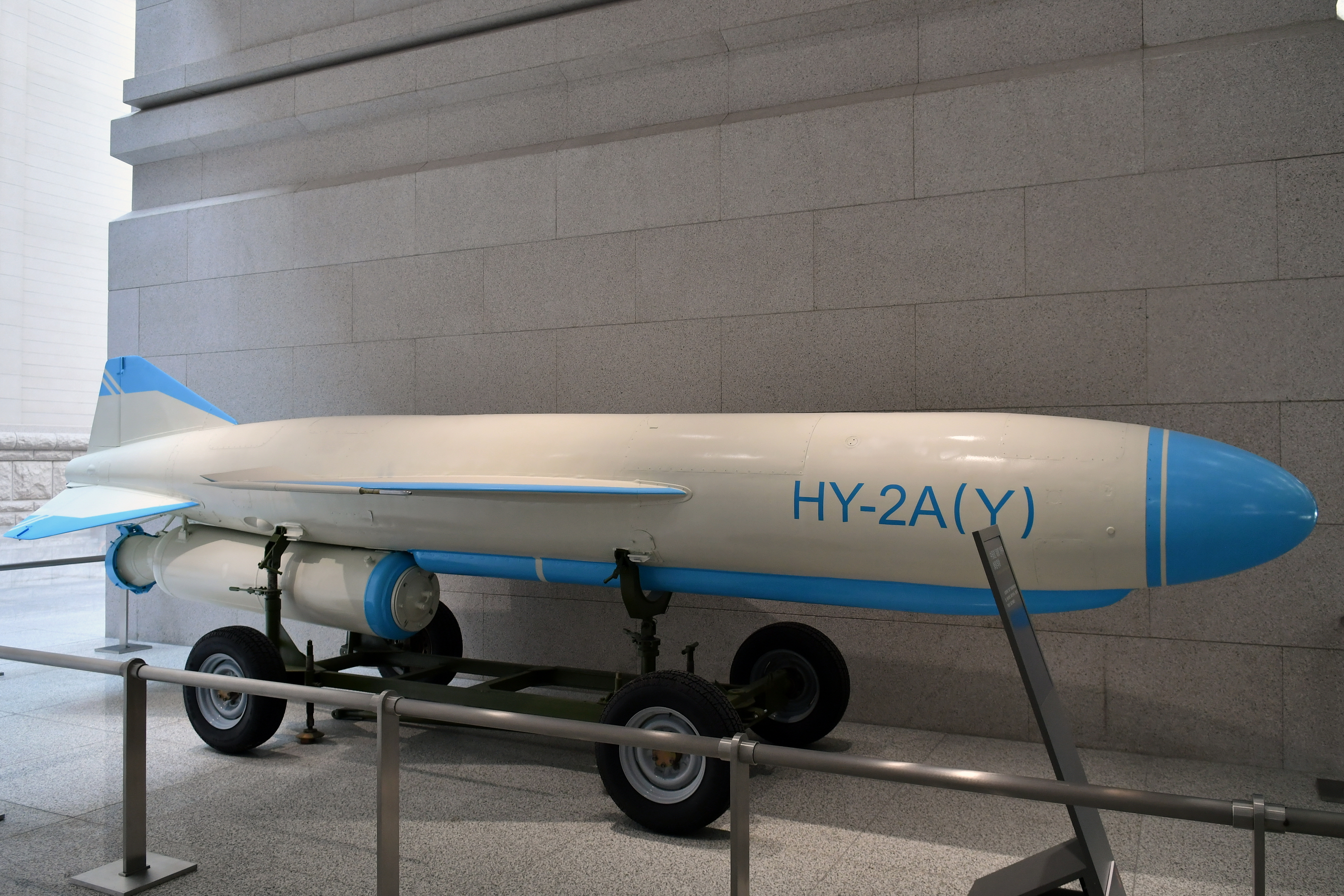
HY-2, ausgestellt im Militärmuseum Peking

Silkworm (englisch für Seidenraupe) ist der NATO-Codename für die von der Chinesischen Akademie für Flugkörpertechnologie hergestellten Antischiffsraketen der SY- und HY-Serien. Diese Serien waren die ersten chinesischen Seezielflugkörper. Sie waren Derivate der sowjetischen P-15 Termit.

## SY-Serien
Shangyou-Serien (上游 bzw. „Vorwärtsstreben“) wurden ab 1959 aus der sowjetischen P-15 Termit entwickelt. Sie können von kleinen Raketenschnellbooten mit beschränkter Bordelektronik gestartet werden. China hatte Probleme, diese Raketen mit den komplizierteren Systemen größerer Kriegsschiffe kompatibel zu machen. Deshalb wurden für größere Kriegsschiffe die HY-Serien entwickelt, die SY-Serien jedoch weiterhin als Bewaffnung der Flugkörperschnellboote und als billigere Exportvariante produziert.

### SY-1

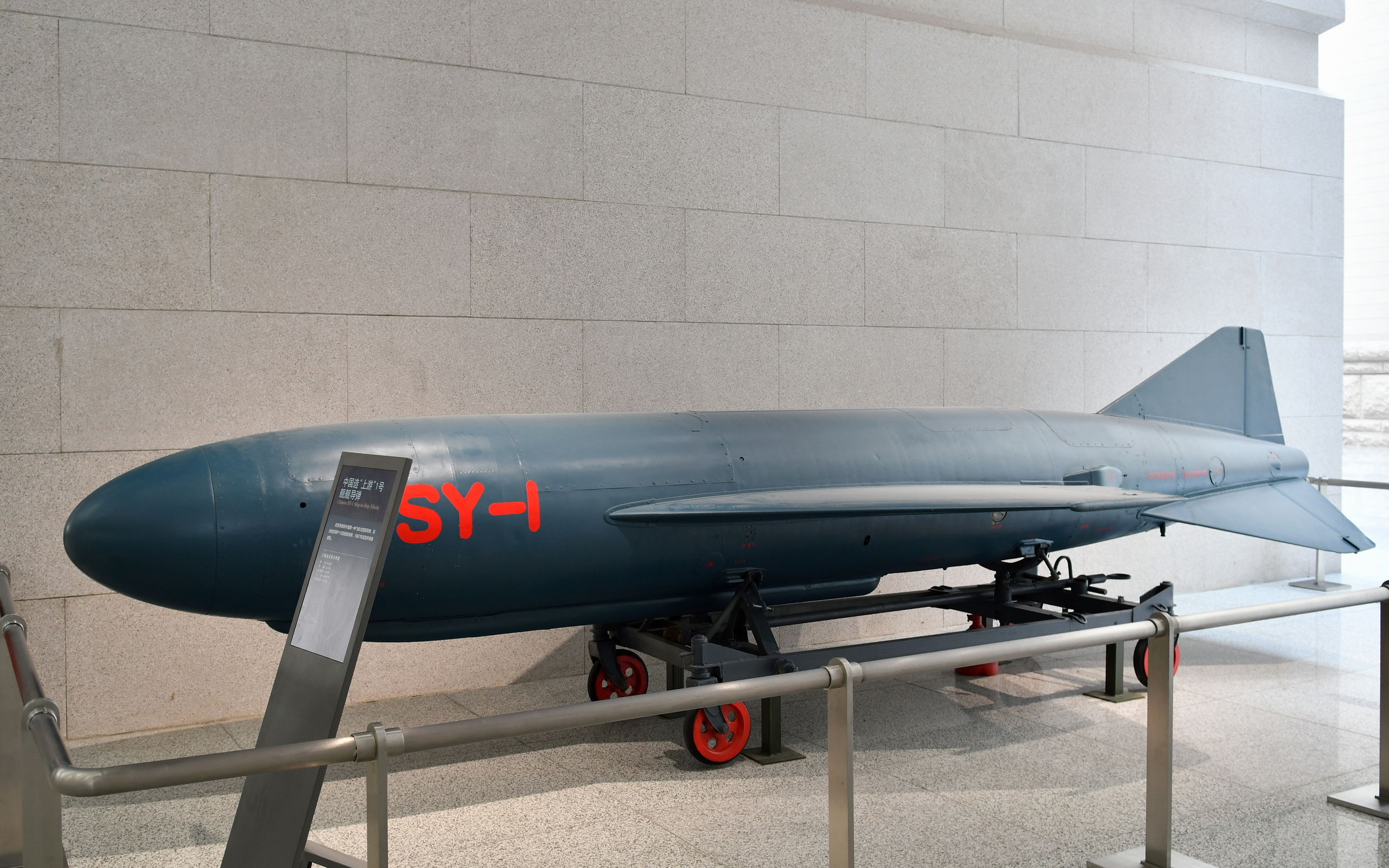
SY-1-Seezielflugkörper

Die SY-1 ist die erste chinesische Originalversion der sowjetischen Rakete P-15 Termit. Der Unterschied zwischen P-15 Termit und SY-1 ist, dass der unzuverlässige Aneroidhöhenmesser der SS-N-2 Styx durch ein viel zuverlässigeres Radar-Altimeter ersetzt wurde. Als Ersatz für die SY-1 wurde die SY-1A von Ping Lisheng entworfen. Sie trägt den NATO-Codenamen CSS-N-1 „Scrubbrush“.

### SY-2
Das Flüssigraketentriebwerk war ziemlich gefährlich und unzuverlässig, weshalb ein Feststoffraketentriebwerk entwickelt wurde. Dadurch konnte die Größe und das Gewicht der Rakete reduziert und ihre Reichweite erhöht werden. Das Gewicht des Gefechtskopfes wurde ebenfalls verringert, aber seine Wirksamkeit verstärkt. Eine verbesserte Version der SY-2 wird SY-2A genannt.

## HY-Serien

### HY-1

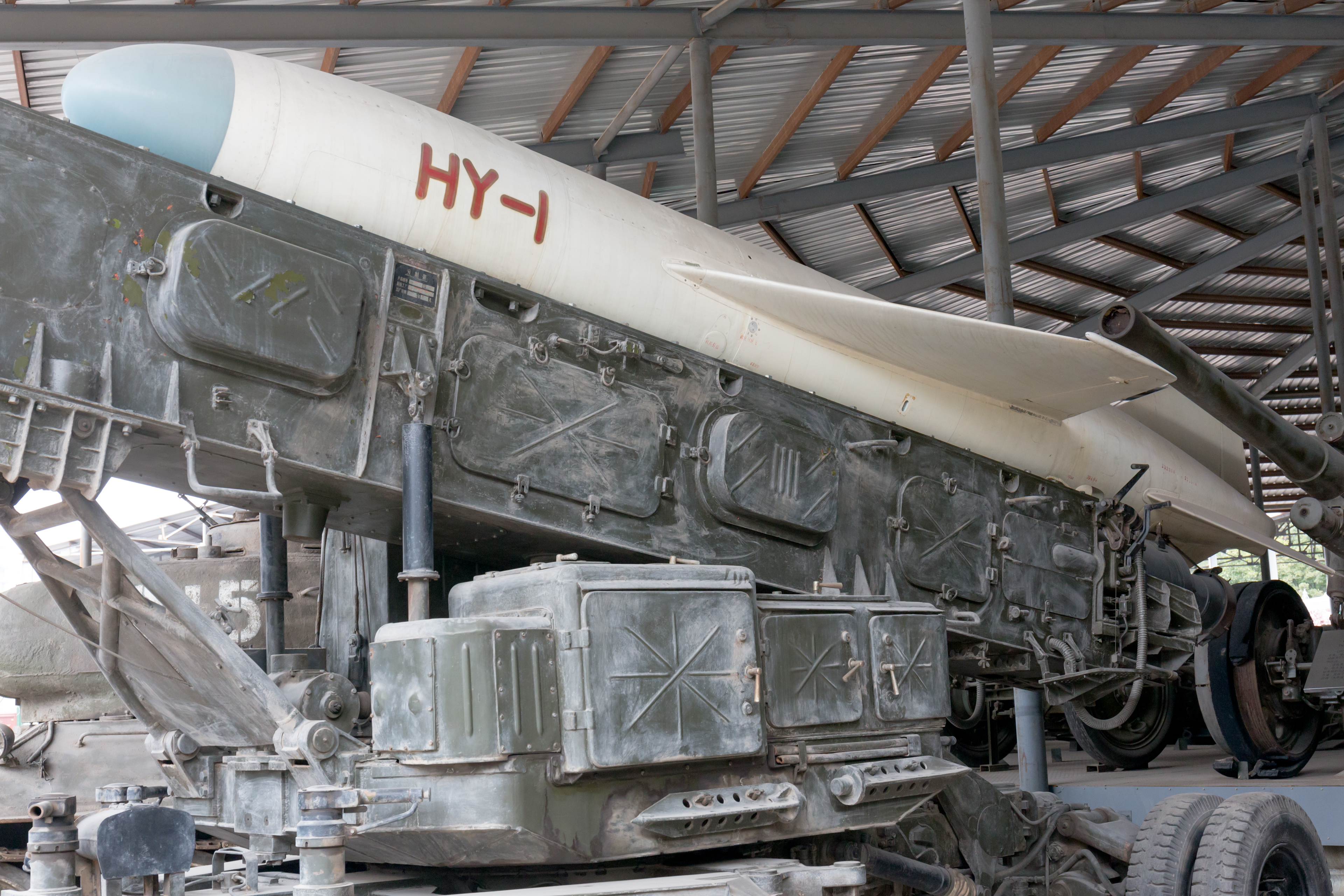
HY-1-Startrampe

Die ab 1965 auf der Basis der Shangyou entwickelte Haiying 1 (海鹰一号 bzw. „Seeadler 1“) bekam zwei verschiedene NATO-Codenamen: CSS-N-2 „Safflower“ für die Schiff-Schiff-Version und CSS-C-2 „Silkworm“ für Boden-Schiffs-Version.
Die HY-1J war zunächst für die Benutzung auf dem Typ-051-Zerstörer bestimmt, aber der Aufruhr der Kulturrevolution verlängerte ihre Entwicklung bis in die 1980er-Jahre. Infolgedessen wurden die Typ-051-Zerstörer im Pazifik ohne Antischiffsraketen eingesetzt.
Varianten
HY-1Die aus der SY-Rakete entwickelte grundlegende Variante, die nur in geringer Zahl als Boden-Schiffs-Rakete zur Evaluation verwendet wurde. Sie wurde nicht in Serie produziert und wurde durch die HY-1J ersetzt.
HY-1JDie Schiff-Schiff-Variante für den Typ-051-DDG-Zerstörer.
HY-1JADie verbesserte Schiff-Schiff-Variante.
HY-1ADie Boden-Schiffs-Variante auf Basis der HY-1JA.
HY-1BDie Zieldarstellungsdrohne für den Test von HQ-2A SAM.
HJ-1YBDie Zieldarstellungsdrohne für den Test von HQ-61 SAM.

### HY-2

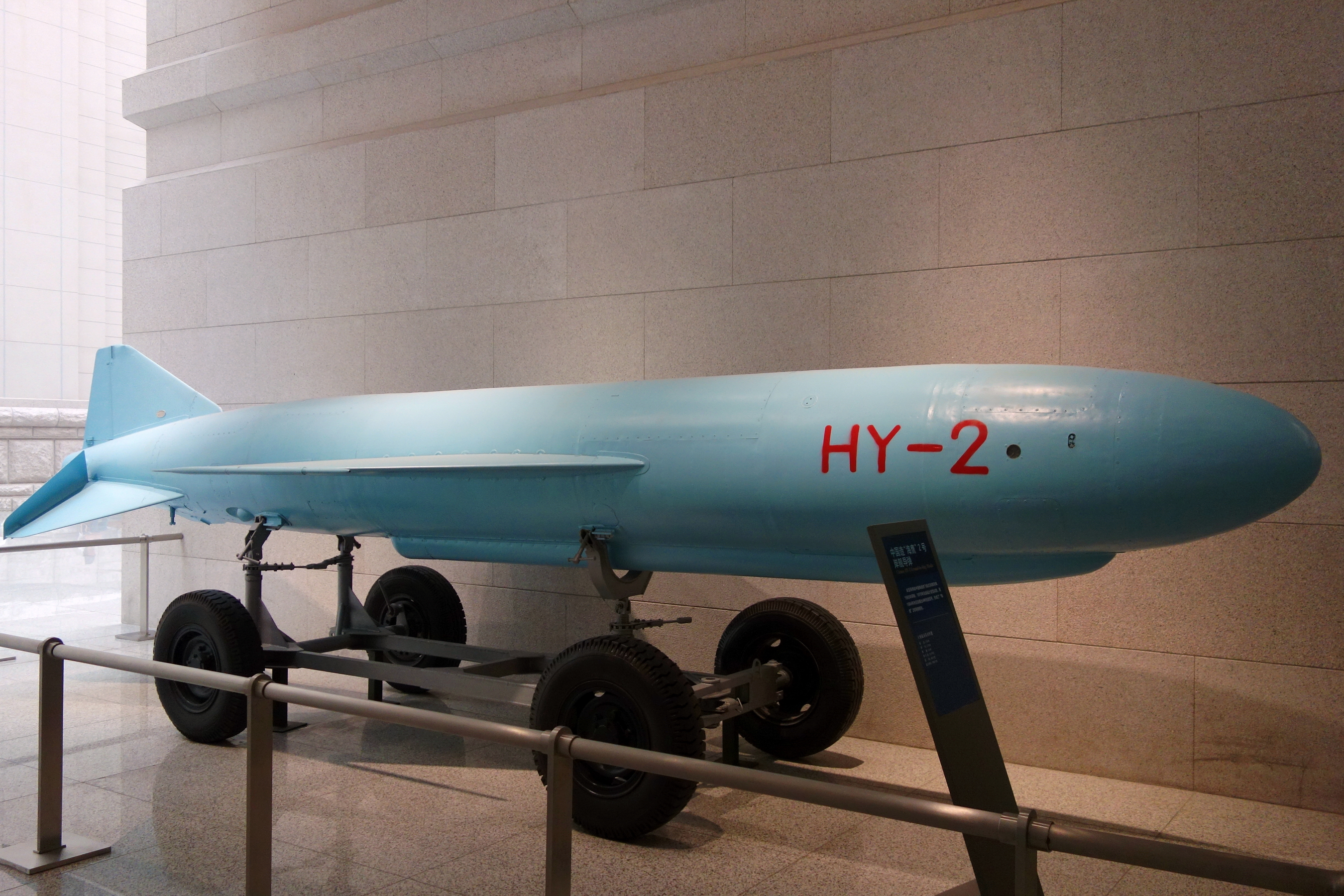
HY-2

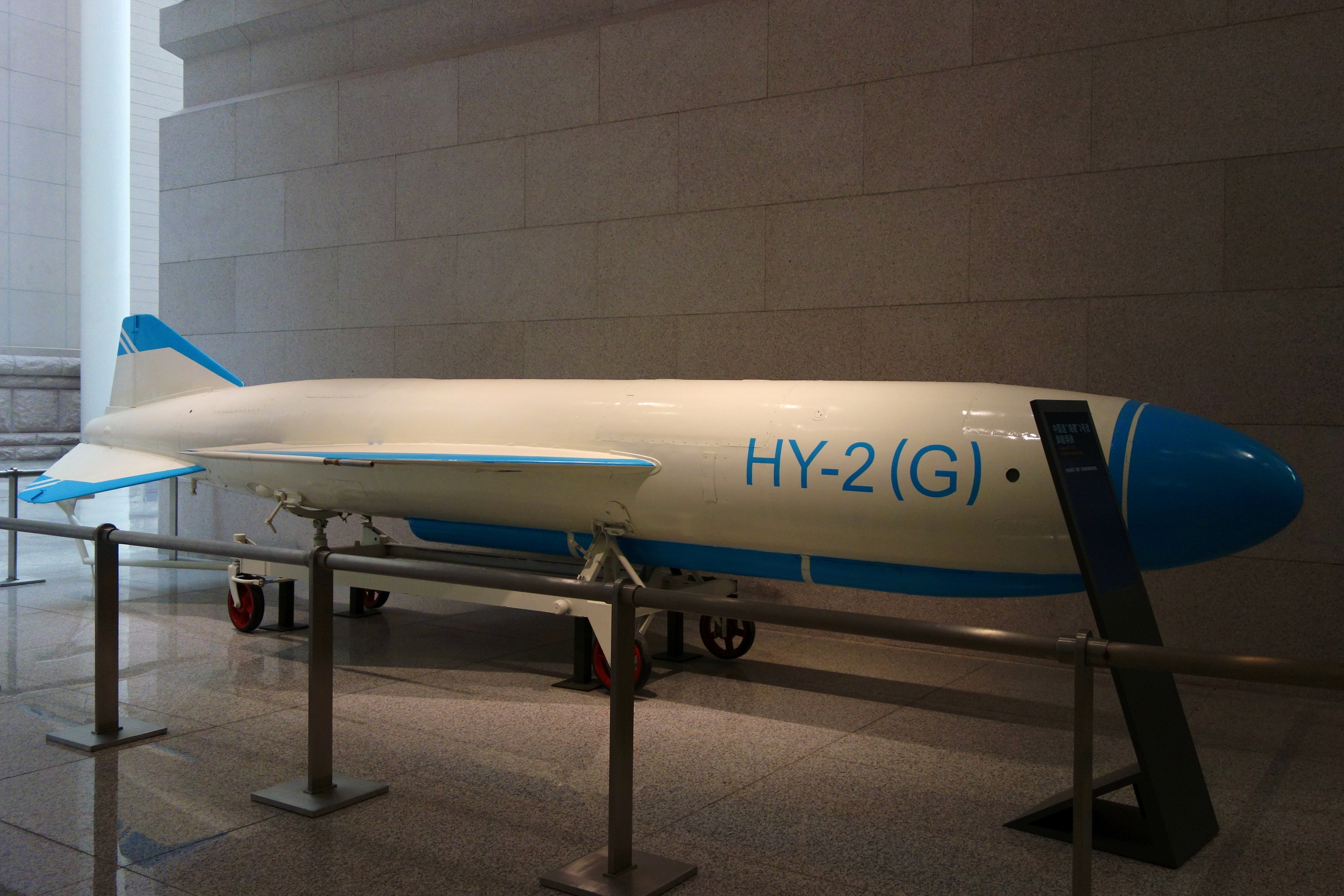
HY-2 (G)

Die HY-2 und HY-1 sind nahezu identisch, allerdings ist die HY-2 länger. Die HY-2 hat ein Radom, Deltaflügel in der Mitte und ist mit einem Flüssigraketentriebwerk ausgestattet. Die HY-2 wird vom Festland gestartet. Die Flughöhe beträgt während der ersten Flugphase 1000 m. Während des Marschfluges reduziert sie sich auf 300 bis 100 m. Beim Zielanflug verringert sich die Flughöhe auf 8 m, bis die Rakete das Ziel trifft. Aufgrund ihrer Größe existiert keine Schiff-Schiff-Variante. Die HY-2 wurde in großer Zahl in den Nahen Osten exportiert und wird dort als Silkworm bezeichnet.
Varianten
HY-2Die grundlegende radargelenkte Boden-Schiffs-Rakete, die eine Weiterentwicklung der HY-1 ist.
HY-2ADie infrarotgelenkte Variante.
HY-2AIIDie verbesserte Variante der HY-2A.
HY-2BDie verbesserte radargelenkte Variante mit dem Monoimpuls-Radarsucher.
HY-2BIIDie verbesserte Variante der HY-2B mit neuentwickeltem Radarsucher.
C-201Exportname der Luft-Boden-Variante.
C-201WVariante mit Turbinenluftstrahltriebwerk und erhöhter Reichweite, nur für den Export.